# پی‌اس ایزابلا (۱۸۷۷)
پی‌اس ایزابلا (۱۸۷۷) (به انگلیسی: PS Isabella (1877)) یک کشتی است که طول آن ۲۵۴٫۲ فوت (۷۷٫۵ متر) می‌باشد. این کشتی در سال ۱۸۷۷ ساخته شد.